# Sacred Books of China
Die von dem britischen Sinologen James Legge übersetzten Sacred Books of China bilden eine Gruppe von sechs Bänden innerhalb der von Max Müller herausgegebenen Sammlung Sacred Books of the East – die Bände Nummer 3, 16, 27, 28, 39, 40 – worin verschiedene chinesische konfuzianische Texte (Shujing, Shi Jing (teilw.), Xiaojing, Yijing, Liji) und daoistische Texte (Daodejing, Zhuangzi) ins Englische übersetzt werden.
Die Reihe wirkt etwas schwerfällig, zum einen aufgrund des niemals außerhalb dieser Sammlung verwendeten Transkriptionssystems, zum anderen aufgrund der mehrfachen Zählungen (1. zur Gesamtreihe, 2. zu den sechs Sacred Books of China an sich, 3. die Zählungen innerhalb der beiden Teile).

## Übersicht
| Band (SBE) | Erscheinungsjahr | Übersetzer  | Titel und Inhalt |
| ---------- | ---------------- | ----------- | --- |
| 3          | 1879             | James Legge | The Sacred Books of China, vol. 1 of 6. Part I of The Texts of Confucianism. The Shû king. The religions portions of the Shih king. The Hsiâo king.                                                       |
| 16         | 1882             | James Legge | The Sacred Books of China, vol. 2 of 6. Part II of The Texts of Confucianism. The Yi King: (I Ching). |
| 27         | 1885             | James Legge | The Sacred Books of China, vol. 3 of 6. Part III of the texts of Confucianism. The Lî Kî, part 1 of 2. |
| 28         | 1885             | James Legge | The Sacred Books of China, vol. 4 of 6. Part IV of the texts of Confucianism. The Lî Kî, part 2 of 2. |
| 39         | 1891             | James Legge | The Texts of Taoism, Part 1 of 2. The Sacred Books of China, vol. 5 of 6. Also: The Tâo the king (Tao te Ching): The writings of Kwang-tze, books I-XVII.                                                 |
| 40         | 1891             | James Legge | The Texts of Taoism, Part 2 of 2. Includes The Writings of Kwang Tse, books XVII-XXXIII, The Thâi-shang tractate of actions and their retributions, other Taoist texts, and the Index to vols. 39 and 40. |